# تل برمي (الريف الغربي)
تل برمي (بالفارسية: تل‌برمی) هي منطقة سكنية تقع في إيران في محافظة خوزستان. يقدر عدد سكانها بـ 547 نسمة بحسب إحصاء 2016.